# Спелеотерапија
Спелеотерапија (грч. σπήλαιον - пећина) посебан је облик климатотерапије специфичне за пећине и руднике соли. Као једна од метода алтернативне медицине она је заснована на коришћењу и дозираном боравку пацијената у посебно одабраним подземним срединама (пећинама), у циљу лечење неколико здравствених стања, посебно респираторних, алергијских и кожних, јер смањује све врсте иритација и симптоме болести.

## Историја
Благотворни учинци соли и других минерала који су добро познати вековима користе се у различитим деловима света од стране различитих култура због њихових здравствених користи и терапеутског ефекта. У древним еповима Индије описано је како су ратници повратили своју снагу окружени под земљом у сланим пећинама.
Забележено је да је  12. веку, постојала пракса посећивања сланих пећина из терапеутских разлога, или је спелеотерапија, била уобичајена метода у источној Европи.
Интензивнија примена спелеотерапије у побољшању здравља почела је 1800. године када су рудари соли у Пољској пронашли модернију верзију данашње халотерапије. Наиме пољски рудари и поред тога што су по цео дан радили у рудницима, нису патили од респираторних проблема и били су необично здрави, за разлику од његових колега у другима рудницима метала и неметала, који су често патили од прехладе или кашља. Истраживања су показала да је слани ваздух који рудари удишу помогао да се њихова плућа олободне од инфекција и алергија. Временом су источноевропски рудници соли или пећине постали популарне туристичке дестинације. Људи из целог света су долазили да удахну слани ваздух и олакшају проблеме са плућима. Тако је од  1930-их година прво у руднику соли у Виелизка у Пољској, започето масовно лечење астме, алергија и других обољења горњих и дисајних путева.
Након ових открића дошло се до идеје да се рудници соли у којима је ваздух богат сољу и другим минералима користе за ублажава обољења горњих и доњих дисајних путева и тако постану доступније широком кругу пацијенат.

## Опште информације
Главни терапеутски фактор спелеотерапије је камена со или халит (натријум хлорид). Његове најситније честице величине 1 – 5 микрона када се удахну продиру у најудаљеније делове бронхијалног стабла и пружају:
- бронходренажу,

- антиинфламаторно дејство,

- имуномодулаторно дејство (побољшавајући укупну одбрану способност организма).

Побољшавајући функцију дренаже и смањујући запаљење дисајних путева, спелеотерапија доприноси смањењу бронхијалне хиперреактивности и бронхоспзма.
Спелеотерапија примењена на лабораторјским пацовима утврдила је значајне разлике у ћелијској морфологији и у електрофоретској експресији фибробласта плућа и коже из примарних култура. На основу ових и сличних истраживања дошло се до закључка да ова врста лечења изазива промене ин витро у морфологији и експресији протеина фибробласта плућа и коже, и да ове промене практично подржавају терапијске ефекте спелеотерапије.
Као главни лековити фактори спелеотерапије у пећинама и рудницима наводи се: квалитет ваздуха, подземна клима и радијација. 

### Квалитет ваздуха
Када говоримо о квалитету ваздуха могу се разликовати две главне врсте квалитета ваздуха: 
- у рудницима соли и поташа и пећинама,

- друго у крашким пећинама и рудницима.

Такође у хладним пећинама висока релативна влажност доприноси чистоћи ваздуха. 

### Подземна клима и радијација
Сматра се да су неколико компоненти подземне средине, квалитета ваздуха и климе у пећинама и рудницима релевантне у лечењу астме и других респираторних болести. Ове компоненте укључују: 
- температурна разлика под земљом и на површини Земље,
- одсуство нормалних биотичких услова (нпр светлости)

- природни (али већи од нормалног) ниво зрачења

- слабо струјање ваздуха (<0,1 м/с) и велика запремина подземне атмосфере и велика површина његове интеракције са околином ‐ присуство капи минералне воде или хигроскопних минералних аеросола

- присуство умерене или високе релативне влажности за стални процес кондензације што резултује чистоћи ваздуха, уклањању прашине, полена и гасова

- висок ниво јонизације ваздуха (радоном или калијумом-40),[6]
- низак ниво прашине (0,05 mg/m³), полена (<30/m³) и концентрација загађивача гаса (низак ниво иритације)

- низак ниво контаминације бактеријама и другим биоаеросолима

- постојаност климе

- присуство најфинијих аеросола виталних елемената (натријум, калијум, магнезијум, калцијум и др.)

| Температура ваздуха                                | Релативна влажност                                      | Ваздушни притисак                                      | Зрачење |
| -------------------------------------------------- | ------------------------------------------------------- | ------------------------------------------------------ | --- |
| - хладна средина - умерена средина - топла средина | - ниска влажности - нормална влажност - висока влажност | - низак притисак - нормалани притисак - висок притисак | - висок нивоа зрачења које потиче од радона, - умерен нивоа зрачења који потиче од калијум ‐40, - нормалан нивоа зрачења у окружњу нормалне крашке стене - низак ниво зрачења у окружењу стена обичне соли (халит). |

## Врсте пећина
Како у спелеотерапији пећину треба посматрати као оптималну средину за комплексну респираторну рехабилитацију, у овој алтернативној пракси би требало разликовати ове врсте пећина:
- Хладне и умерене крашке пећине са високом влажношћу, нормалним притиском и нормалним нивоом зрачења (нпр словачке пећине);
- Топле крашке или гранитне пећине са високом влажношћу, нормалним притиском и високим нивоом радијације радона (нпр пећине Gasteiner Heilstollen, Badgastein‐Bockstein, Аустрија);
- Рудници поташа са умереном температуром, нормалном влажношћу, високим притиском и умереним нивоом радијације (нпр Березники, Русија; Солигорск, Белорусија);
- Топли рудници соли са ниском влажношћу, високим притиском и ниским нивоом радијације (нпр Солотиво, Украјина; Тиргу Окна, Румунија; Виелицка, Пољска);
- Рудници соли и пећине са умереном температуром, ниском влажношћу, ниским притиском и ниским нивоом радијације (нпр Чон‐Тус, Киргизија) и др.

У хладним пећинама влада температур од 6—10 °C, релативна влажност ваздуха 80—100%). У њима пацијенти бораве дневно око сат времена током тронедељног боравка у лечилишту. У већини пећина пацијентима се саветује мировање током овог периода. У неким пећинама се препоручују физичке вежбе или вежбе дисања, укључујући слане аеросоле.
Пећине и рудници са умереном температуром (13—20 °C, релативна влажност 45—70%) користе се за дужи период лечења (нпр око 8—10 сати 3 до 4 пута недељно). У источноевропским земљама су чак и неке врсте одељења изграђене у овим пећинама, односно рудницима, како би пацијенти могли дуже да бораве у овој клими.
Топле пећине (и некадашњим рудницима) (30—41 °C, релативна влажност 70—100%) користе се за лечење у Италији, Француској и Аустрији. У већини ових топлих пећина постоји повишена концентрација радона, који се сматра важном компонентом у овом облику климатске терапије. Пацијенти остају у овим пећинама око сат времена. Препоручује се боравак у лечилишту од три до четири недеље са уласком сваки дан или сваки други дан.

## Супротстављени ставови
Од три испитивања спроведена у спелеотерапији, која укључују укупно 124 деце са астмом само једно испитивање је имало разуман методолошки квалитет. Два испитивања су показала да је спелеотерапија имала благотворан краткорочни ефекат на функцију плућа, док остали исходи нису могли бити поуздано процењени.
Како се карактеристике пећина и распоред третмана јако разликују, спелеотерапија се не може сматрати једним третманом, већ групом интервенција. па је само једина студија која у потпуности испунила критеријуме, изведена на локалитету који има прилично јединствене карактеристике на геофизичком нивоу. Позитивни или негативни резултати добијени одређеним распоредом у дефинисаној пећини не могу се екстраполирати на спелеотерапију уопште.
Због малог броја валидних студија спроведених у спелотерапији, доступни докази не дозвољавају поуздан закључак о томе да ли су спелеотерапеутске интервенције ефикасне у лечењу хроничне астме,па су неопходна рандомизована контролисана испитивања са дугорочним праћењем.
Такође није јасно да ли спелеотерапеутски третман има релевантне ризике, јер о томе не постоје систематска истраживања. Иако је велики број третмана у источној Европи без извештаја о озбиљним штетним ефектима сугерише се да су барем краткорочни ризици мали. Висок ниво радона у неким пећинама изазвао је забринутост код неких лекара и пацијената. На пример, у информативном летку о комплементарним терапијама за пацијенте, Немачка лига за астму заузима скептичан став према спелеотерапији у радонским пећинама.